# Mikko Ruutu
Mikko Ruutu (* 10. September 1978 in Vantaa) ist ein ehemaliger finnischer Eishockeyspieler. Er ist der jüngere Bruder von Jarkko und der ältere Bruder von Tuomo Ruutu.

## Karriere
Mikko Ruutu startete seine Karriere in der Saison 1998/99 beim Klub HIFK Helsinki in der finnischen SM-liiga.
Beim NHL Entry Draft 1999 wurde Ruutu in der siebten Runde als 201. von den Ottawa Senators ausgewählt, allerdings war die Saison 1999/2000 bei der Clarkson University in der NCAA-Liga seine einzige in Nordamerika.
In den Jahren 2000 bis 2003 spielte er für den finnischen Verein Jokerit Helsinki, musste seine Karriere dann aber aufgrund eines Wirbelsäulenbruchs beenden.
Zurzeit ist er bei den Ottawa Senators als Scout für Finnland zuständig.

## Karrierestatistik
| 1998–99         | HIFK Helsinki       | SM-liiga        | 31  | 3  | 1  | 4  | 12  | 4  | 0 | 0 | 0 | 2  |
| 1999–00         | Clarkson University | NCAA            | 33  | 5  | 5  | 10 | 26  |    |   |   |   |    |
| 2000–01         | Jokerit Helsinki    | SM-liiga        | 56  | 5  | 6  | 11 | 38  | 5  | 0 | 1 | 1 | 2  |
| 2001–02         | Jokerit Helsinki    | SM-liiga        | 47  | 3  | 3  | 6  | 65  | 5  | 1 | 0 | 1 | 27 |
| 2002–03         | Jokerit Helsinki    | SM-liiga        | 23  | 2  | 4  | 6  | 4   | 10 | 0 | 1 | 1 | 4  |
| SM-liiga gesamt | SM-liiga gesamt     | SM-liiga gesamt | 157 | 13 | 14 | 27 | 119 | 24 | 1 | 2 | 3 | 35 |

(Legende zur Spielerstatistik: Sp oder GP = absolvierte Spiele; T oder G = erzielte Tore; V oder A = erzielte Assists; Pkt oder Pts = erzielte Scorerpunkte; SM oder PIM = erhaltene Strafminuten; +/− = Plus/Minus-Bilanz; PP = erzielte Überzahltore; SH = erzielte Unterzahltore; GW = erzielte Siegtore; 1 Play-downs/Relegation; Kursiv: Statistik nicht vollständig)